# Jay Rock
 Der er for få eller ingen kildehenvisninger i denne artikel, hvilket er et problem. Du kan hjælpe ved at angive troværdige kilder til de påstande, som fremføres i artiklen.

Johnny Reed McKinzie, Jr. (født 31. marts 1985), bedre kendt som Jay Rock, er en amerikansk rapper fra Los Angeles-bydelen Watts i Californien. Jay Rock valgte at forfølge en karriere som rapper over et liv som bandemedlem.
Han blev opdaget i 2005, og blev medlem af pladeselskabet Top Dawg Entertainment. Han har flere gange arbejdet sammen med Kendrick Lamar.